# Zafra
Pour le film argentin, voir Zafra (film).
Zafra est une ville d'Espagne située dans la province de Badajoz, en Estrémadure.

## Histoire
La ville fut fondée par les Celtibères, puis agrandie par César, qui lui donna son nom : Restituta Julia. Elle fut prise aux Maures par le roi Ferdinand III de Castille en 1240. On y voit le palais des ducs de Médina-Celi.

## Économie
Elle est la capitale du sud de l'Estrémadure et constitue le principal pôle industriel de la comarque de Zafra-Río Bodión. Son développement est favorisé par sa position stratégique au centre d'un nœud de communication qui la relie à Badajoz, Séville, Huelva et Cordoue.

## Sport
La ville dispose de son propre stade, le Nouveau stade de Zafra, qui accueille les différenes équipes de football de la ville.